# Liste der Großsteingräber in Dänemark
Die Liste der Großsteingräber in Dänemark führt, geordnet nach Regionen, alle Großsteingräber auf, die sich auf dem heutigen Gebiet Dänemarks befinden oder deren ehemalige Existenz durch schriftliche Zeugnisse oder archäologische Grabungen gesichert ist.

## Liste der Gräber
| Lage | Region                                           | Liste                                               |
| ---- | ------------------------------------------------ | --------------------------------------------------- |
|      | Hovedstaden (Kopenhagen, Nordseeland, Bornholm)  | Liste der Großsteingräber in der Region Hovedstaden |
|      | Midtjylland (Mittel-Jütland, Samsø)              | Liste der Großsteingräber in der Region Midtjylland |
|      | Nordjylland (Nordjütland)                        | Liste der Großsteingräber in der Region Nordjylland |
|      | Sjælland (Seeland, Møn, Lolland, Falster)        | Liste der Großsteingräber in der Region Sjælland    |
|      | Syddanmark (Süderjütland, Fünen, Langeland, Ærø) | Liste der Großsteingräber in der Region Syddanmark  |